# Henric de Lorena Inferioară
Henric I (n. cca. 1059 – d. cca. 1119) a fost conte de Limburg și de Arlon de la 1082 până la moarte, precum și duce de Lotharingia între 1101 și 1106.
Henric a fost fiul contelui Waleran I de Limburg cu Jutta, fiică a ducelui Frederic I de Lotharingia.
El s-a opus arhiepiscopului Egilbert de Trier și a recuperat unele proprietăți pe care fosta contesă Adela le oferise Bisericii. Egilbert l-a somat să restituie acele proprietăți, însă Henric a refuzat, drept pentru care a fost excomunicat. Egilbert a luat armele și i-a administrat o gravă înfrângere.
Ca apărător al abației de Sint-Truiden, titlu pe care l-a moștenit de la tatăl său, Henric a intervenit în afacerile interne ale abației. Abatele Herman, numit de către episcopul Poppo de Metz și sprijinit de către contele Godefroy de Bouillon și de Henric, a intrat în conflict cu împăratul Henric al IV-lea, iar abația a fost transferată sub autoritatea contelui Arnold de Loon. Arnold i-a forțat pe Henric și pe Godefroi să se retragă din zona mănăstirii.
După ce mulți nobili locali au plecat în Prima cruciadă, printre care și Godefroi de Bouillon, puterea lui Henric în regiunea Belgica a crescut mult, iar el a abuzat de ea, în special pe seama mănăstirilor. Împăratul a intervenit și a preluat stăpânirea asupra Limburgului în iulie 1101. Henric era acum nevoit să se supună, drept pentru care a primit Ducatul de Lotharingia Inferioară, pe care Godefroi de Bouillon îl abandonase pentru a pleca în cruciadă.
Ca duce, Henric s-a aflat în competiție cu contele Godefroi I de Louvain. El nu s-a dovedit loial nici față de împărat. El s-a raliat fiului împăratului, Henric atunci când acesta s-a revoltat împotriva împăratului, însă ulterior a revenit alături de Henric al IV-lea. Această manevră s-a dovedit nefericită pentru ducele de Lotharingia, dat fiind că Henric al IV-lea a murit în 1106, iar partizanii noului împărat Henric al V-lea au început să îi atace pe cei ai tatălui. Câmpurile din Belgia au fost devastate, Limburg a fost cucerit, iar Henric a fost luat prizonier și închis în Hildesheim. Ducatul de Lotharingia a revenit lui Godefroi de Louvain.
Henric a evadat ulterior și a încercat să recupereze Limburg și Lotharingia Inferioară. El a eșuat în tentativa sa și a încheiat cu noul împărat și cu noul duce. Cu toate acestea, el a continuat să utilizeze titlul de "duce de Limburg", fiind primul care l-a folosit. De asemenea, el s-a alăturat de câte ori a avut ocazia revoltelor împotriva lui Henric al V-lea, luptând de partea ducelui Lothar I de Saxonia în cadrul victoriilor de la Andernach din 1114 și Welphesholt din 11 februarie 1115. El a fost succedat de fiul său, Waleran.
Henric a fost căsătorit cu Adelaida de Pottenstein (n. 1061 – d. 1106), fiică a lui Botho de Pottenstein cu Iudith de Schweinfurt, la rândul ei fiică a ducelui Otto al III-lea de Suabia. Împreună, Henric și Adelaida l-au avut pe deja menționatul Waleran și trei fiice. Dintre acestea, una, Adelaida, a fost căsătorită cu ducele Conrad I de Merania. Este posibil ca Henric să fi fost și tatăl lui Simon, devenit conetabil de Ierusalim după prima cruciadă.
1. 1 2 3 4  The Peerage
2. 1 2  Genealogics
3. ↑  Medieval Lands, accesat în 3 februarie 2016